# Classe Devastation
Cet article concerne classe Devastation de la Royal Navy. Pour les classes de bateaux de la marine française, voir classe Dévastation.
La classe Devastation est une classe de cuirassés à coque en fer de la Royal Navy construits dans les années 1870. De conception révolutionnaire pour l'époque, leur silhouette va marquer durablement celle des cuirassés qui suivront, étant les premiers à n'avoir aucun mât et à n'avoir que des tourelles.